# Koekje

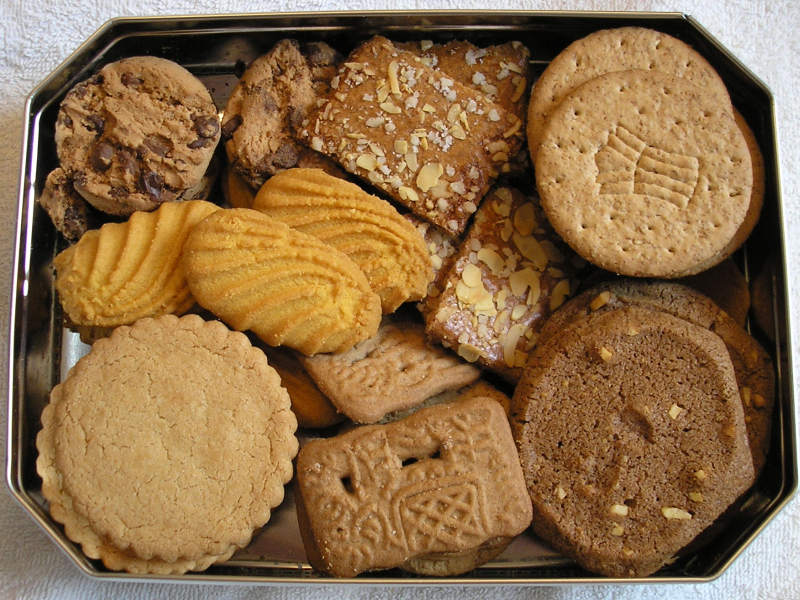
Allerlei koekjes in een koekjestrommel.

Een koekje of biscuit (van het Frans bis en cuit, "tweemaal gebakken"; vgl. beschuit) is een kleine, gebakken lekkernij die veelal bij de koffie, thee of een drankje wordt gegeten. Vroeger werden koekjes vooral door de banketbakker gebakken. Tegenwoordig is de productie grootschaliger en worden ze meestal verkocht in supermarkten.
De term koekje wordt soms ook gebruikt voor kleine gerechten die in een koekenpan worden  gebakken, zoals rijstekoekjes.

## Zoete koekjes

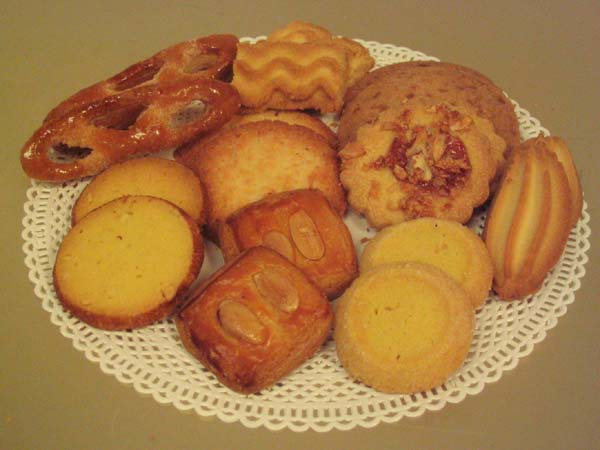
Zoete koekjes

| - Arnhemse meisjes - Bokkenpootje - Fryske dumkes - Havermoutkoekje - Janhagel | - Jodenkoek - Kaakje - Kletskopje - Koffiekoek - Kerstkransje | - Mariakaakje - Lange vinger - Oublies - Oreo - Opzetkaakjes | - Roze koek - Speculaas - Speculoos - Sprits - Stroopwafel | - Wafel - Zoete krakeling |

## Amandelkoekjes

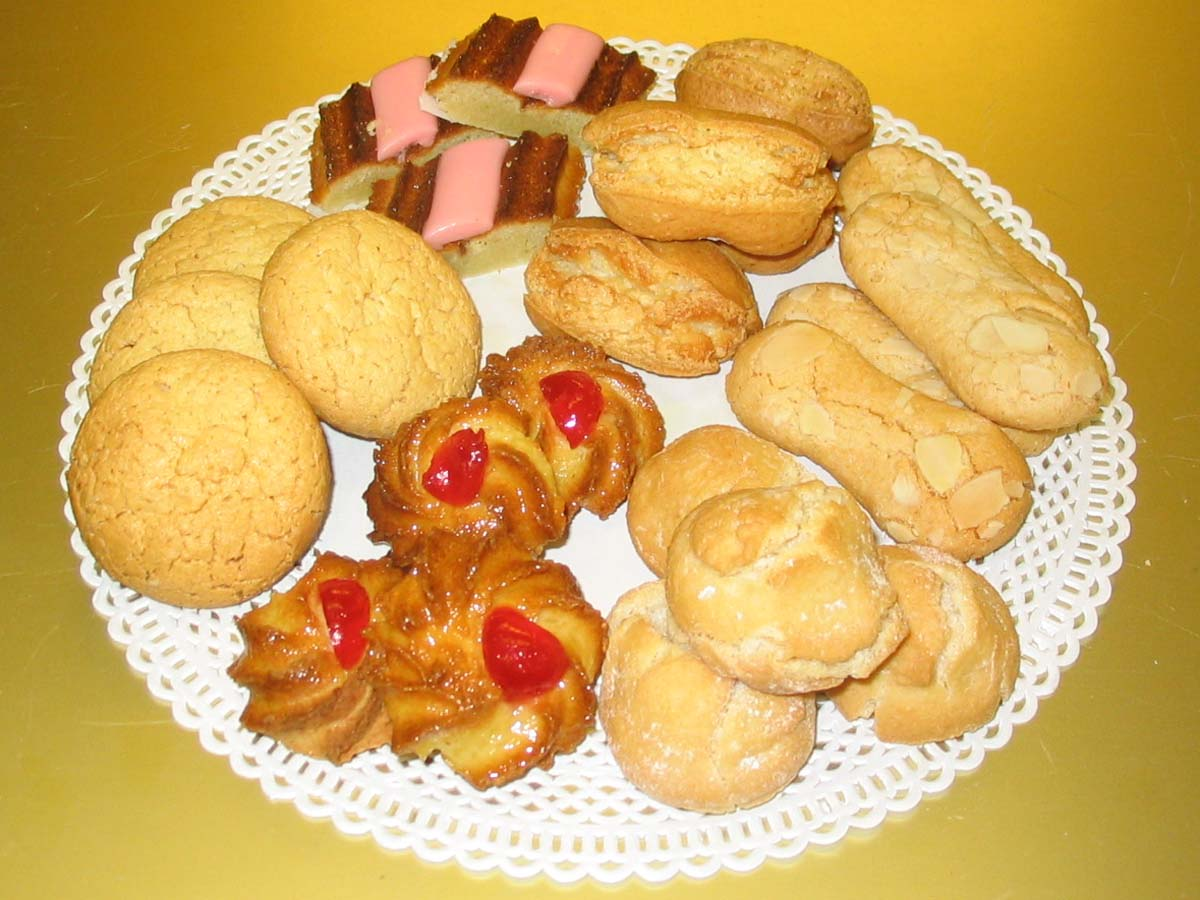
Amandelkoekjes

Amandelkoekjes of banketkoekjes worden gemaakt van amandelspijs. In goedkopere variaties is de amandelspijs soms vervangen door banketbakkersspijs.
- Bitterkoekje
- Wellington
- Gevulde koek
- Amarettikoekjes

## Zoute koekjes

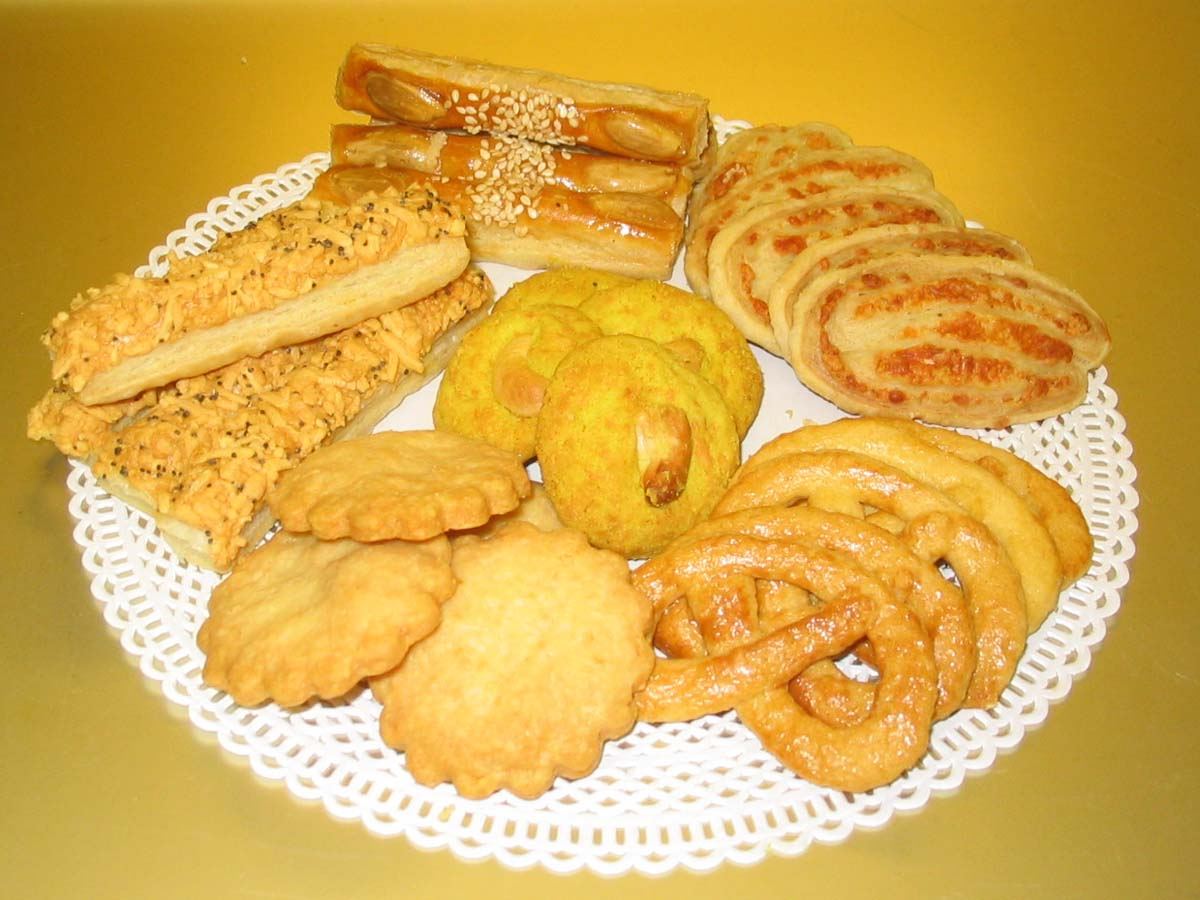
Zoute koekjes

Zoute koekjes worden gegeten als borrelhapje. Ze worden in vele vormen gebakken (zoals rondjes, vierkantjes, driehoekjes, krakelingen, stengels en vlinders).
De pittige smaak wordt verkregen door toevoeging van zout, kaas en/of kruiden, zoals kerrie. Ze worden gedecoreerd met geraspte kaas, noten, sesamzaad en/of maanzaad.
- Pretzel
- Kaasvlinder

## Afbeeldingen

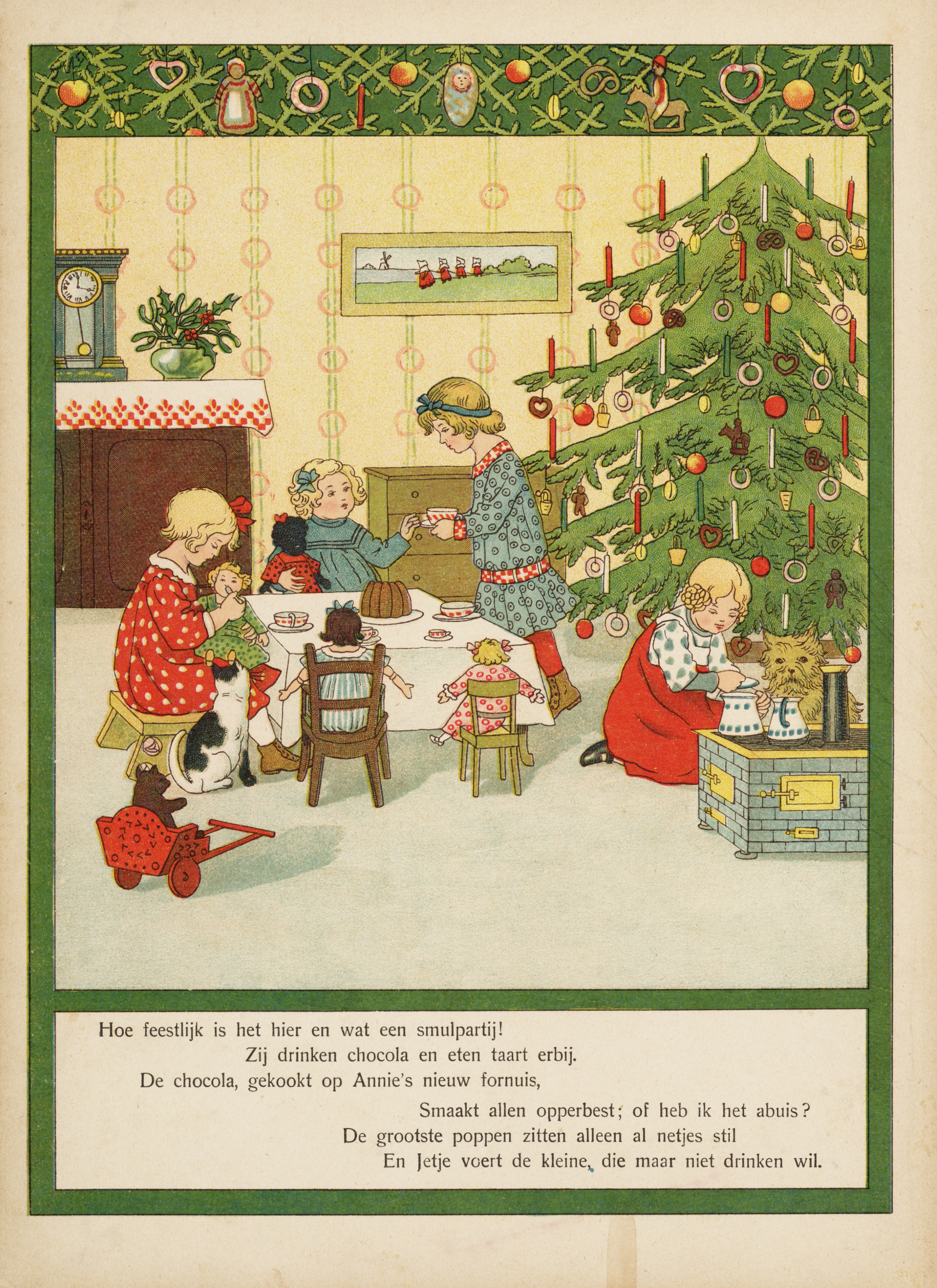
Dat heerlijke kerstfeest, er hangen kerstkransjes en krakelingen in de kerstboom, KB, nationale bibliotheek, 1910

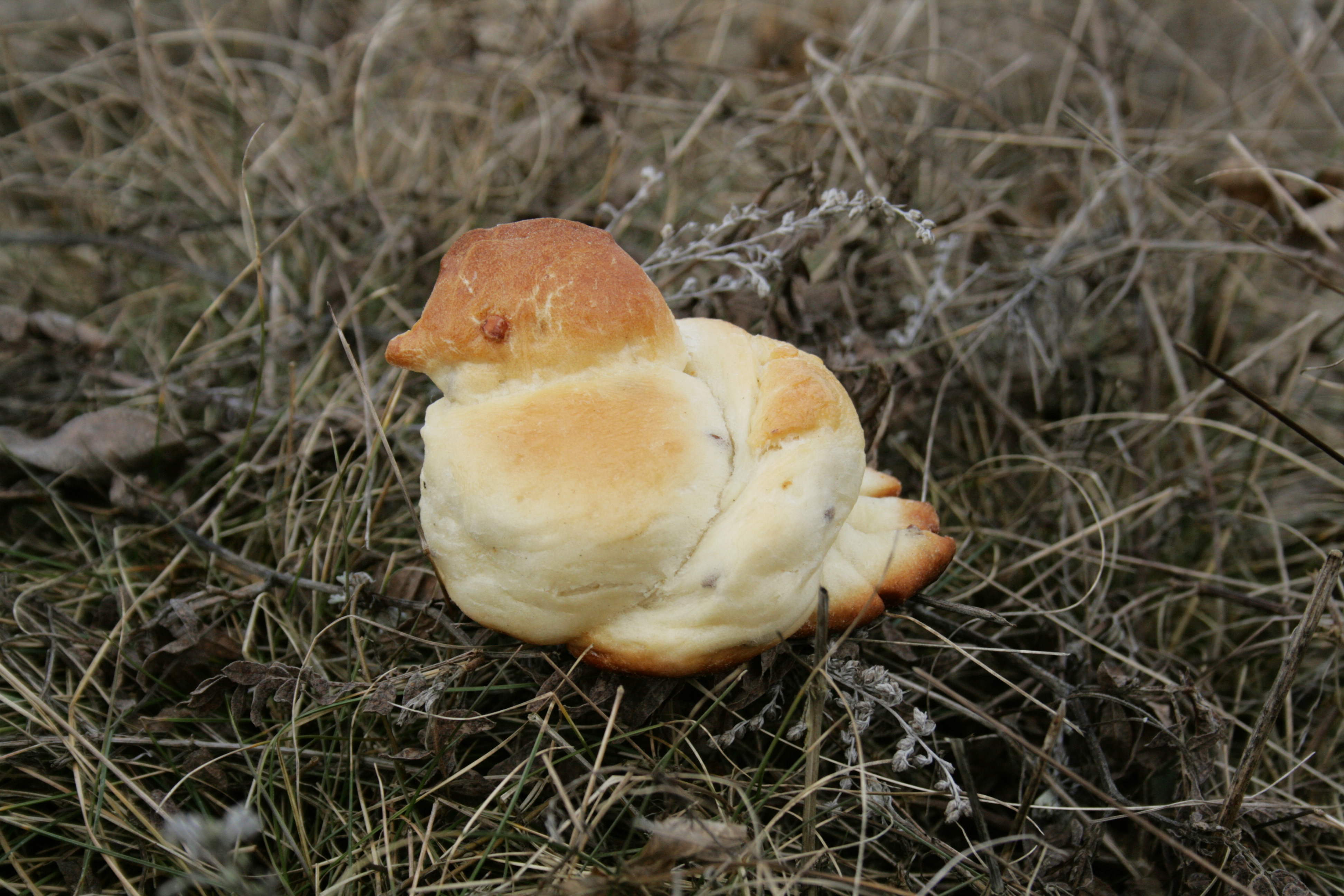
Żaworonki; een koekje dat traditioneel door Oostelijke Slaven gebakken wordt om het lentepunt te vieren
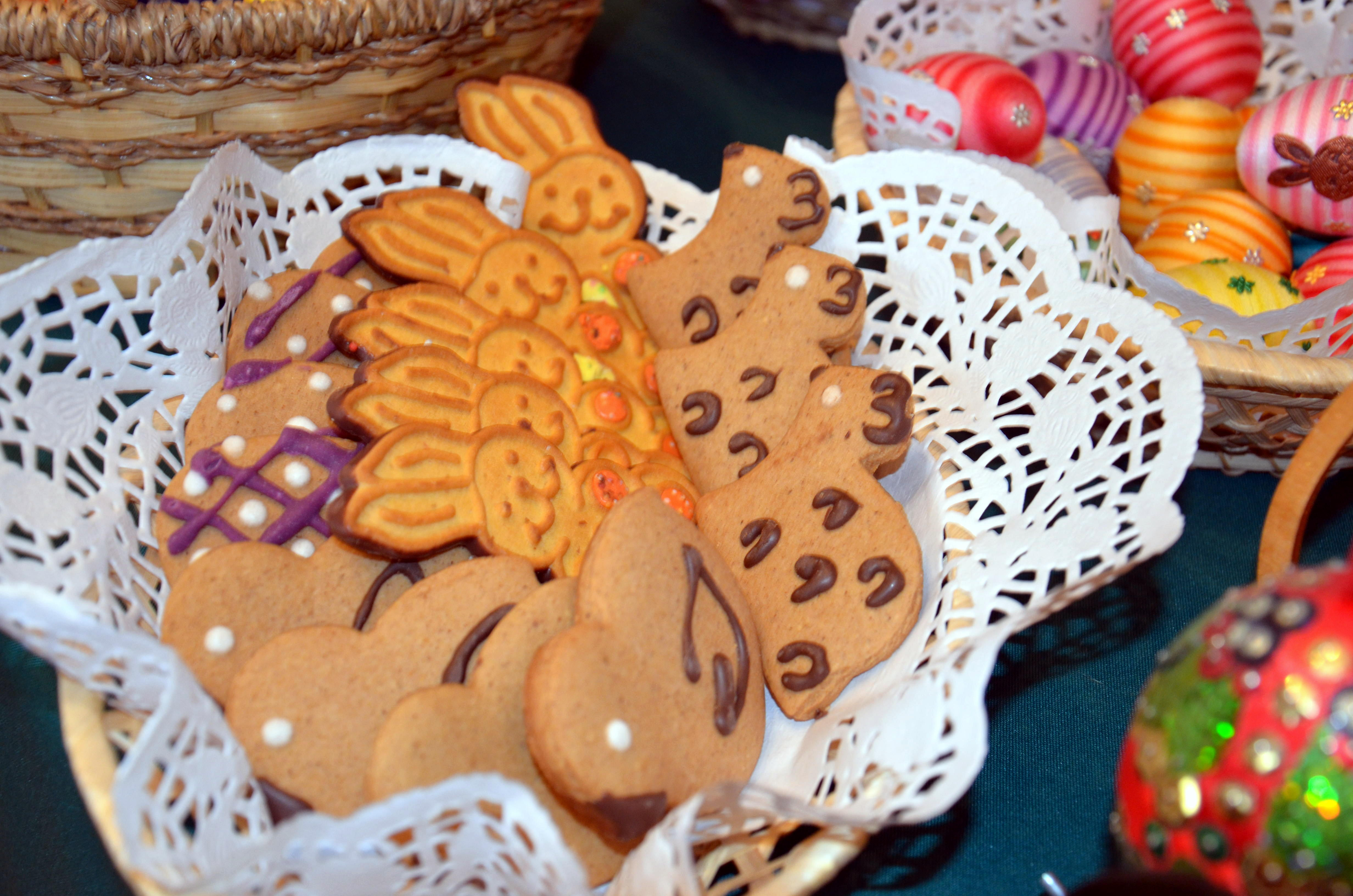
Koekjes voor Pasen in de vorm van vogels, paashazen en lammetjes, Polen
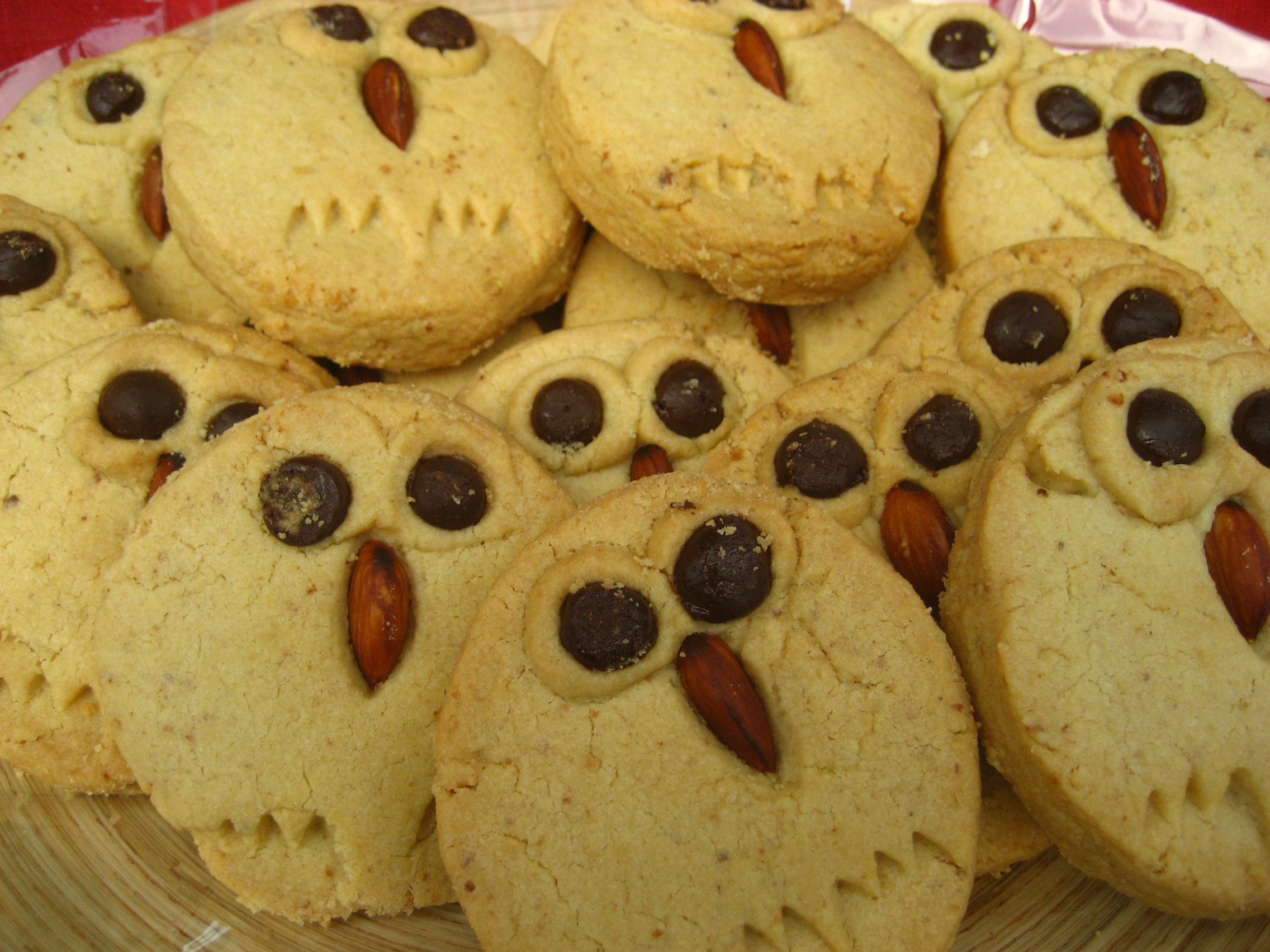
Koekjes in de vorm van een uil, Verenigd Koninkrijk
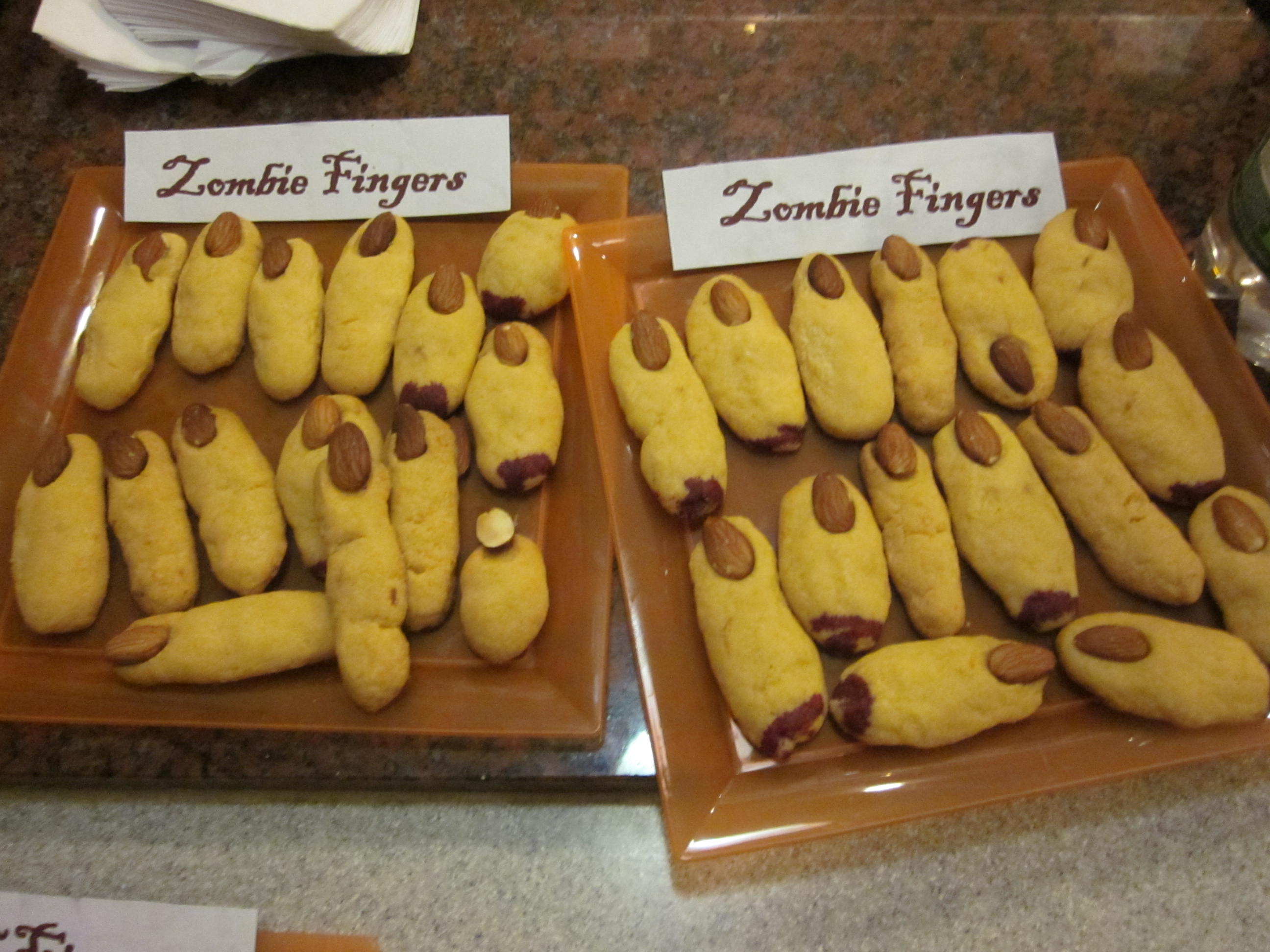
Koekjes voor Halloween, Verenigde Staten
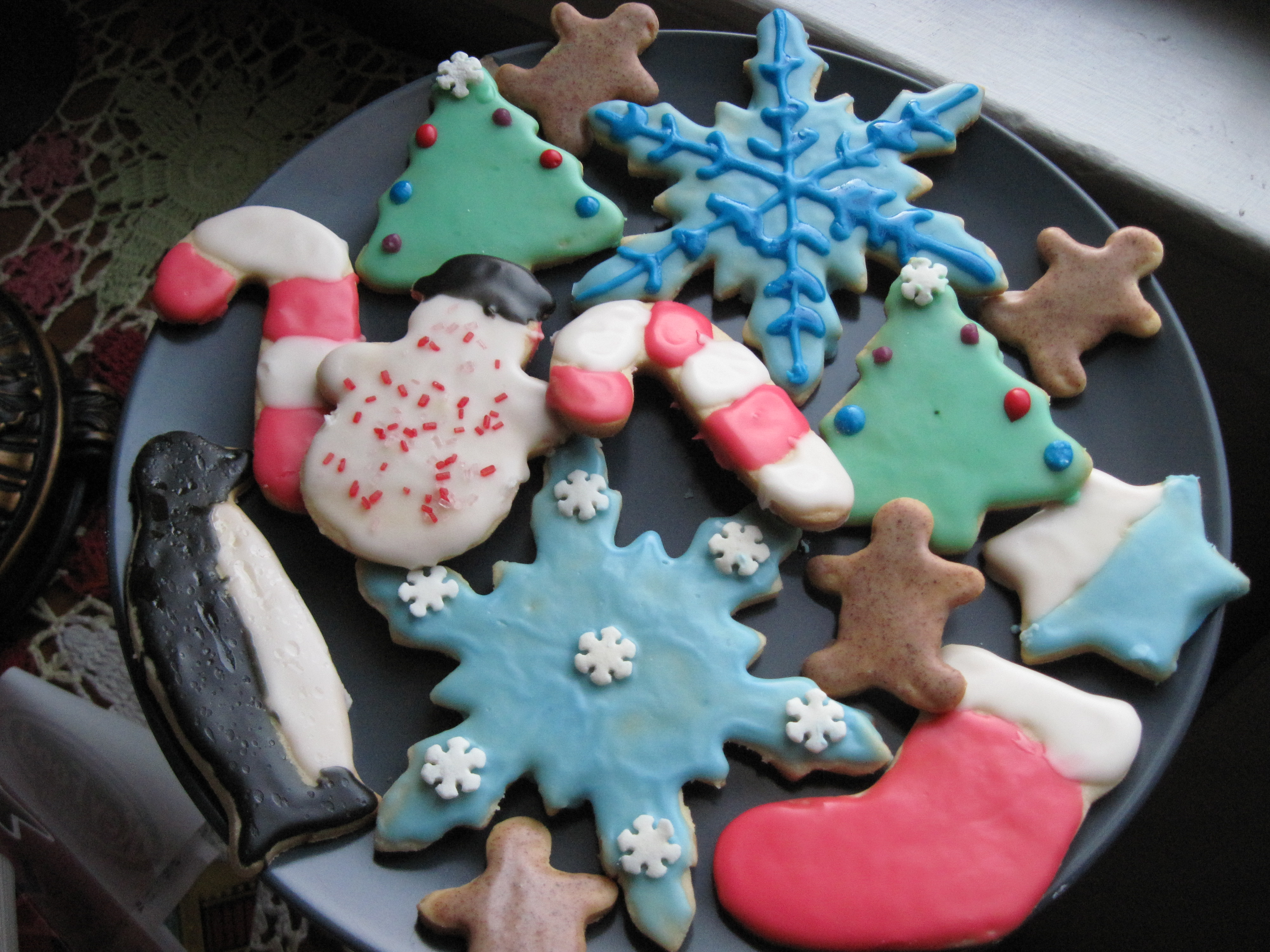
Koekjes met een suikerlaag voor kerst
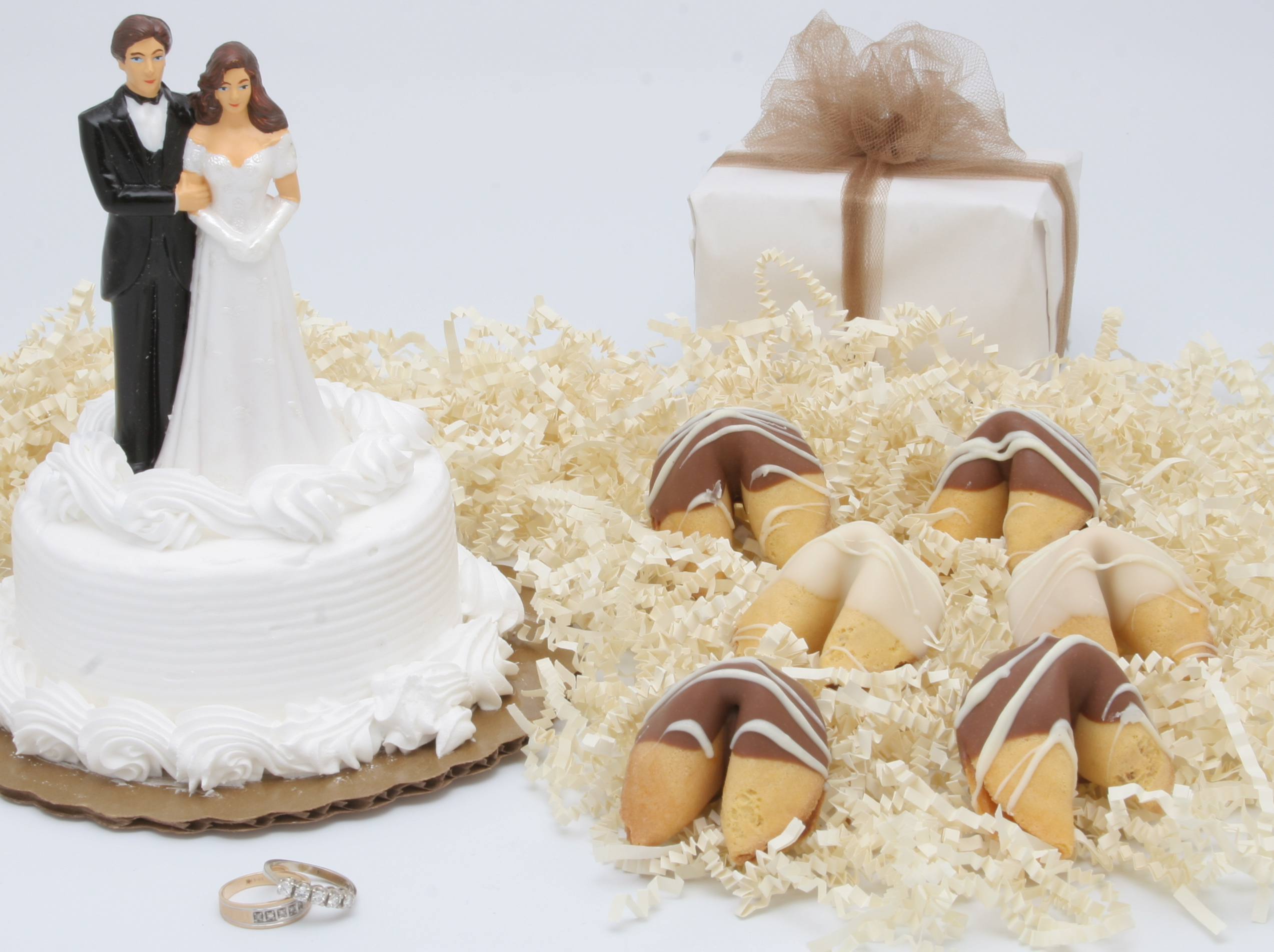
Gelukskoekjes voor een huwelijk